# Сан Пјетро а Казаљија (Фиренца)
Сан Пјетро а Казаљија је насеље у Италији у округу Фиренца, региону Тоскана.
Према процени из 2011. у насељу је живело 9 становника. Насеље се налази на надморској висини од 420 м.